# Ranella
Ranella is een geslacht van weekdieren uit de klasse van de Gastropoda (slakken).

## Soorten
- Ranella australasia (Perry, 1811)
- Ranella gemmifera (Euthyme, 1889)
- Ranella kaiparaensis (Finlay, 1924) †
- Ranella olearium (Linnaeus, 1758)
- Ranella reticularis (Linnaeus, 1758) sensu Deshayes, 1839

### Synoniemen
- Ranella (Apollon) Montfort, 1810 => Ranella Lamarck, 1816
  - Ranella (Apollon) gigantea Lamarck, 1816 => Ranella olearium (Linnaeus, 1758)
- Ranella (Aspella) Mörch, 1877 => Aspella Mörch, 1877
- Ranella (Colubrellina) P. Fischer, 1884 => Colubrellina P. Fischer, 1884=> Bursa Röding, 1798
- Ranella acuticostata W. H. Turton, 1932 => Aspella acuticostata (W. H. Turton, 1932)
- Ranella affinis Broderip, 1833 => Bursa affinis (Broderip, 1833)
- Ranella alata Millet, 1865 † => Lindapterys alata (Millet, 1865) †
- Ranella albivaricosa Reeve, 1844 => Bufonaria rana (Linnaeus, 1758)
- Ranella albofasciata G. B. Sowerby II, 1841 => Marsupina nana (Broderip & G. B. Sowerby I, 1829)
- Ranella ampullacea Valenciennes, 1858 => Argobuccinum pustulosum (Lightfoot, 1786)
- Ranella anceps Lamarck, 1822 => Aspella anceps (Lamarck, 1822)
- Ranella barcellosi Matthews, Rios & Coelho, 1973 => Ranella olearium (Linnaeus, 1758)
- Ranella beckii Kiener, 1841 => Bufonaria rana (Linnaeus, 1758)
- Ranella bergeri Tapparone Canefri, 1881 => Bursa rhodostoma (G. B. Sowerby II, 1835)
- Ranella bituberculare Lamarck, 1816 => Gyrineum bituberculare (Lamarck, 1816)f
- Ranella brocchii Bronn, 1828 † => Aspa marginata (Gmelin, 1791)
- Ranella bronni Michelotti, 1847 => Ranella olearium (Linnaeus, 1758)
- Ranella bufonia (Gmelin, 1791) => Bursa bufonia (Gmelin, 1791)
- Ranella caelata Broderip, 1833 => Bursa corrugata (Perry, 1811)
- Ranella californica Hinds, 1843 => rossata californica (Hinds, 1843)
- Ranella candisata (Röding, 1798) => Bursa condita (Gmelin, 1791)
- Ranella caudata Say, 1822 => Eupleura caudata (Say, 1822)
- Ranella chemnitzii Küster in Küster & Kobelt, 1871 => Gyrineum lacunatum (Mighels, 1845)
- Ranella coriacea Reeve, 1844 => Bursa scrobilator (Linnaeus, 1758)
- Ranella cruentata G. B. Sowerby II, 1835 => Bursa cruentata (G. B. Sowerby II, 1835)
- Ranella crumena Lamarck, 1816 => Bufonaria crumena (Lamarck, 1816)
- Ranella crumenoides Blainville in Valenciennes, 1832 => Bufonaria crumena (Lamarck, 1816)
- Ranella cubaniana d'Orbigny, 1841 => Bursa cubaniana (d'Orbigny, 1841)
- Ranella cuspidata Reeve, 1844 => Gyrineum cuspidatum (Reeve, 1844)
- Ranella elegans G. B. Sowerby II, 1836 => Bufonaria elegans (G. B. Sowerby II, 1836)
- Ranella epitrema Tenison Woods, 1877 => Sassia epitrema (Tenison Woods, 1877) => Austrotriton epitrema (Tenison Woods, 1877)
- Ranella fijiensis R. B. Watson, 1881=> Bursina fijiensis (R. B. Watson, 1881)
- Ranella foliata Broderip, 1826 => Bufonaria foliata (Broderip, 1826)
- Ranella gigantea Lamarck, 1816 => Ranella olearium (Linnaeus, 1758)
- Ranella granifera Lamarck, 1816 => Bursa granularis (Röding, 1798)
- Ranella granulata Lamarck, 1816 => Marsupina bufo (Bruguière, 1792)
- Ranella gratteloupi d'Orbigny, 1852 † => Aquitanobursa grateloupi (d'Orbigny, 1852) †
- Ranella gyrinata Risso, 1826 => Gutturnium muricinum (Röding, 1798)
- Ranella hastula Reeve, 1844 => Aspella hastula (Reeve, 1844)
- Ranella incerta Michelotti, 1847 => Ranella olearium (Linnaeus, 1758)
- Ranella jucunda A. Adams, 1854 => Biplex pulchella (G. B. Sowerby I, 1825) => Gyrineum pulchellum (G. B. Sowerby I, 1825)
- Ranella kingii d'Orbigny, 1841 => Argobuccinum pustulosum (Lightfoot, 1786)
- Ranella laevigata Lamarck, 1822 † => Aspa marginata (Gmelin, 1791)
- Ranella lamarckii Deshayes, 1853 => Bursa lamarckii (Deshayes, 1853)
- Ranella lampas (Linnaeus, 1758) => Charonia lampas (Linnaeus, 1758)
- Ranella lanceolata Menke, 1828 => Tritonoharpa lanceolata (Menke, 1828)
- Ranella lemania Risso, 1826 => Cabestana cutacea (Linnaeus, 1767)
- Ranella leucostoma Lamarck, 1822 => Ranella australasia (Perry, 1811)
- Ranella livida Reeve, 1844 => Bursa affinis (Broderip, 1833)
- Ranella luteostoma Pease, 1861 => Bursa luteostoma (Pease, 1861)
- Ranella margaritula Deshayes, 1833 => Bufonaria margaritula (Deshayes, 1833)
- Ranella miocenica Michelotti, 1847 => Ranella olearium (Linnaeus, 1758)
- Ranella morrisi d'Archiac & Haime, 1853 † => Aquitanobursa morrisi (d'Archiac & Haime, 1853) †
- Ranella muriciformis Broderip, 1833 => Eupleura muriciformis (Broderip, 1833)
- Ranella nana Broderip & G. B. Sowerby I, 1829 => Marsupina nana (Broderip & G. B. Sowerby I, 1829)
- Ranella neglecta G. B. Sowerby II, 1836 => Bufonaria margaritula (Deshayes, 1833)
- Ranella nitida Broderip, 1833 => Eupleura nitida (Broderip, 1833)
- Ranella nobilis Reeve, 1844 => Bursina nobilis (Reeve, 1844)
- Ranella olearia (Linnaeus, 1758) => Ranella olearium (Linnaeus, 1758)
- Ranella olivator “Meuschen” Mörch, 1853 => Gyrineum natator (Röding, 1798)
- Ranella ostenfeldi Iredale, 1937 => Ranella olearium (Linnaeus, 1758)
- Ranella parthenopaeum (Salis Marschlins, 1793) => Monoplex parthenopeus (Salis Marschlins, 1793)
- Ranella paulucciana Tapparone Canefri, 1876 => Bursa rhodostoma (G. B. Sowerby II, 1835)
- Ranella pectinata Hinds, 1844 => Eupleura pectinata (Hinds, 1844)
- Ranella plicata Reeve, 1844 => Eupleura plicata (Reeve, 1844)
- Ranella polychloros Tapparone Canefri, 1875 => Gyrineum lacunatum (Mighels, 1845)
- Ranella polyzonalis Lamarck, 1816 => Argobuccinum pustulosum (Lightfoot, 1786)
- Ranella ponderosa Reeve, 1844 => Bursa corrugata (Perry, 1811)
- Ranella poppelacki Hörnes, 1853 † => Lindapterys poppelacki (Hörnes, 1853) †
- Ranella producta Pease, 1861 => Aspella producta (Pease, 1861)
- Ranella pulchella Forbes, 1852 => Biplex pulchella (G. B. Sowerby I, 1825) => Gyrineum pulchellum (G. B. Sowerby I, 1825)
- Ranella pulchella G. B. Sowerby I, 1825 => Gyrineum pulchellum (G. B. Sowerby I, 1825)
- Ranella pulchra G. B. Sowerby II, 1835 => Marsupina nana (Broderip & G. B. Sowerby I, 1829)
- Ranella pulchra G. B. Sowerby II, 1836 => Biplex aculeata (Schepman, 1909) => Gyrineum aculeatum (Schepman, 1909)
- Ranella pusilla Broderip, 1833 => Gyrineum pusillum (Broderip, 1833)
- Ranella pustulosa Reeve, 1844 => Bursa corrugata (Perry, 1811)
- Ranella pygmaea Lamarck, 1822 => Nassarius pygmaeus (Lamarck, 1822) => Tritia pygmaea (Lamarck, 1822)
- Ranella pyramidalis Broderip, 1833 => Aspella pyramidalis (Broderip, 1833)
- Ranella pyramidata Risso, 1826 => Monoplex parthenopeus (Salis Marschlins, 1793)
- Ranella ranelloides Reeve, 1844 => Bursa ranelloides (Reeve, 1844)
- Ranella ranina Lamarck, 1816 => Gyrineum gyrinum (Linnaeus, 1758)
- Ranella reticularis Born, 1780 => Ranella olearium (Linnaeus, 1758)
- Ranella rhodostoma G. B. Sowerby II, 1835 => Bursa rhodostoma (G. B. Sowerby II, 1835)
- Ranella roseum Reeve, 1844 => Gyrineum roseum (Reeve, 1844)
- Ranella rugosa G. B. Sowerby II, 1835 => Bursa rugosa (G. B. Sowerby II, 1835)
- Ranella saggita Küster in Küster & Kobelt, 1871 => Gyrineum lacunatum (Mighels, 1845)
- Ranella semigranosa Lamarck, 1822 => Bursa corrugata (Perry, 1811)
- Ranella siphonata Reeve, 1844 => Bursa rosa (Perry, 1811)
- Ranella spinosa Lamarck, 1816 => Bufonaria echinata (Link, 1807)
- Ranella subgranosa Sowerby II, 1836 => Bufonaria rana (Linnaeus, 1758)
- Ranella subtuberosa d'Orbigny, 1852 † => Aquitanobursa tuberosa (Grateloup, 1833) †
- Ranella tenuis Potiez & Michaud, 1838 => Crossata ventricosa (Broderip, 1833)
- Ranella thersites Redfield, 1846 => Bufonaria thersites (Redfield, 1846)
- Ranella thomae d'Orbigny, 1842 => Bursa rhodostoma (G. B. Sowerby II, 1835)
- Ranella triquetra Reeve, 1844 => Eupleura triquetra (Reeve, 1844)
- Ranella tuberculata Broderip, 1833 => Gyrineum natator (Röding, 1798)
- Ranella tuberculata Risso, 1826 => Cabestana cutacea (Linnaeus, 1767)
- Ranella tuberosa Grateloup, 1833 † => Aquitanobursa tuberosa (Grateloup, 1833) †
- Ranella tuberosissima Reeve, 1844 => Bursa tuberosissima (Reeve, 1844)
- Ranella ventricosa Broderip, 1833 => Crossata ventricosa (Broderip, 1833)
- Ranella venustula Reeve, 1844 => Bursa rhodostoma (G. B. Sowerby II, 1835)
- Ranella verrucosa G. B. Sowerby I, 1825 => Bursa verrucosa (G. B. Sowerby I, 1825)
- Ranella vexillum G. B. Sowerby II, 1835 => Argobuccinum pustulosum (Lightfoot, 1786)